# 松岡克之助
松岡 克之助（まつおか かつのすけ、1836年（天保7年） - 1898年（明治31年）5月）は、日本の柔術家である。号は尚周。

## 経歴
1836年（天保7年）に江戸霞ヶ関の藩邸内（現在の外務省の位置）で黒田藩の医師・松岡克春道林の次男として生まれる。松岡家は代々医術を業とした。
1842年5月に宝蔵院流槍術の駒沢義次の門に入り槍術の修業を始めた。1851年に神田一ツ橋付近にあった小川要左衛門の塾に入り経絡学、薬草学、止血法、整骨術、鍼灸法を学んだ。1852年5月に宝蔵院流槍術の印可を受けた。
1853年1月に神田お玉ヶ池の天神真楊流の門に入り柔術の修業を始めた。1855年9月に三代目の磯正智より天神真楊流の免許皆伝を授けられ磯道場の師範代を勤めるようになった。磯道場での他流試合は一手に引き受けており、挑戦者をことごとく打ち負かし「磯道場の猛虎」と恐れられた。師範代を三年ほど勤めた後、1858年5月に浅草観音寺境内に天神真楊流の道場を開設した。
1860年1月に黒田藩に呼び出しを受け幕府講武所の修業人を命じられた。
松岡克之助は、当時49歳で教授方の揚心古流戸塚彦介英俊と三本勝負の乱捕をしたがどうしても二本とられてしまうことから、揚心古流に興味を持ち戸塚彦介に弟子入りし修業を始めた。
1862年（文久2年）4月に講武所の柔術教授心得補佐となったが、6ヶ月後の1862年10月に講武所の柔術稽古が廃止となり松岡は講武所修業人の身分を解除された。
1862年12月に小川要左衛門の世話により常陸国真壁郡上野村中上野の名手、石妻家の娘・ヨシを妻に迎え、同地で漢方、整骨医を開業した。
松岡は長年修業した武術の事を忘れることができなかったが柔術、剣術の稽古をしたくても稽古相手がいなかった。そこで、施術が終わると自室にこもって天神真楊流、戸塚派揚心流、直心影流を分析し理合の研究に没頭するようになった。そして、戸塚派揚心流と天神真楊流の技法を融合し直心影流の理合を導入し1864年5月1日（元治元年）に『神道揚心流』と命名し施療院の中庭で教え始めた。
最初は中庭で教えていたが、常陸国の冬は寒いため門人が50人を超えたところで松岡道場「神道館」の建設にかかることにした。その矢先、1866年7月に幕臣登用の命令を受け常陸下総の藩領内で起こっていた打壊し騒動の鎮圧の任務にあたった。その時の身分は『撤兵指図役格式』であった。1867年2月に鎮圧任務が完了し同年3月に江戸城出頭命令が届けられ徳川慶喜の警護などをした。
その後、講武所の教授方心得だった中条金之助を隊長とする精鋭隊に配属され徳川慶喜の警護に当たった。
上野戦争で、午後二時頃に菜畑の中で数名の敵と斬り合いの中、右の背中に弾丸を受け戦闘不能となり、血路を開いて三河島口から会津方面へ向かって出奔した。利根川沿いの農家に隠れ傷の回復を待っている時、会津藩降伏の報に接した。
上野村に戻り、薩長軍の探索を避けるため暫くの間は石妻勝之助を名乗っていた。
1870年4月に漢方医を再開した。そして同年9月に念願の道場を施療院の隣地に新築した。道場名は『神道館』であり、道場の規模は剣術道場が30坪、柔術道場は50畳あった。柔術は神道楊心流、剣術は直心影流を教えた。
長塚節の小説『土』に登場する整骨医は松岡克之助である。
主な弟子に二代目を継いだ猪瀬元吉や小幡茂太、直心影流の弟子に中山辰三郎などがいる。